# Poliformă

Cele 18 pentominouri unilaterale: poliforme formate din câte cinci pătrate

În matematica recreativă o poliformă este o figură plană sau un compus construit prin unirea de poligoane de bază identice. Poligonul de bază este adesea (dar nu neapărat) un poligon convex care umple planul, cum ar fi un pătrat sau un triunghi. Denumiri mai specifice au fost date poliformelor rezultate din poligoane de bază specifice, așa cum este detaliat în tabelul de mai jos. De exemplu, un poligon de bază pătrat produce binecunoscutele poliominouri.

## Reguli de formare
Regulile de unire a poligoanelor pot varia, prin urmare, trebuie precizate pentru fiecare tip distinct de poliformă. Totuși, în general se aplică următoarele reguli:
1. Două poligoane de bază pot fi unite numai de-a lungul unei laturi comune, care trebuie să aparțină în întregime de ambele („latură la latură”).
2. Nu se pot suprapune două poligoane de bază.
3. O poliformă trebuie să fie conexă (adică dintr-o singură bucată). Configurațiile de poligoane de bază care nu sunt conexe nu se consideră poliforme.
4. Imaginea în oglindă a unei poliforme asimetrice nu este considerată o poliformă distinctă (poliformele sunt „cu față dublă”).

## Tipuri și aplicații
Poliformele sunt o sursă bogată pentru probleme, puzzle-uri și jocuri. Problema de bază combinatorică este numărarea numărului de poliforme diferite, având în vedere poligonul de bază și regulile de construcție, în funcție de n, numărul de poligoane de bază din poliformă.
| Laturi | Poligon de bază (monoformă) | Poligon de bază (monoformă) | Teselare monoedrică  | Poliformă | Aplicații                                                                     |
| ------ | --------------------------- | --------------------------- | -------------------- | --- | ----------------------------------------------------------------------------- |
| 3      |                             | Triunghi echilateral        | Pavare triunghiulară | Poliamante: moniamant, diamant, triamant, tetriamant, pentiamant, hexiamant                                       | Blokus Trigon                                                                 |
| 4      |                             | pătrat                      | Pavare pătrată       | Poliominouri: monomino, domino, triomino, tetromino, pentomino, hexomino, heptomino, octomino, nonomino, decomino | Tetris, Fillomino, Tentai Show, Ripple Effect, LITS, Nurikabe, Sudoku, Blokus |
| 6      |                             | hexagon regulat             | Pavare hexagonală    | Polihexuri: monohex, dihex, trihex, tetrahex, pentahex, hexahex                                                   |                                                                               |